# Huracán Otis
El huracán Otis fue el decimoquinto ciclón tropical de la temporada ciclónica del Pacífico de 2023. Se trató de un ciclón de dimensiones reducidas, pero de extraordinaria potencia y capacidad destructiva. Se considera el ciclón tropical más fuerte que ha tocado tierra en las costas del pacífico mexicano y el primero en hacerlo como huracán de categoría 5 en la escala Saffir-Simpson, superando en intensidad al huracán Patricia. Hizo su arribo a tierra las primeras horas del 25 de octubre de 2023 en las proximidades de Acapulco. 
Otis fue la decimoquinta perturbación tropical de la temporada. Se convirtió en el décimo huracán, el octavo de categoría mayor y el segundo de categoría 5 de la temporada ciclónica del Pacífico de 2023. Otis emergió de un disturbio atmosférico situado a una considerable distancia al sur del Golfo de Tehuantepec. Las proyecciones iniciales auguraban que en su apogeo sería una tormenta tropical. Sin embargo, Otis experimentó una intensificación rápida, y alcanzó velocidades máximas del viento de 165 mph (270 km/h) e hizo aparición en tierra con dicha potencia. Tras su ingreso continental, la fuerza del huracán mermó con celeridad, desvaneciéndose en la jornada subsiguiente. Entre las consecuencias de Otis se encuentran al menos 47 decesos y 59 personas no localizadas. Hasta el 21 de diciembre de 2023, ninguna autoridad había dado un recuento o alguna cifra estimada de personas heridas.
Al efectuar su entrada ligeramente al oeste de Acapulco, los implacables vientos de Otis comprometieron la integridad de numerosas infraestructuras urbanas. Se registraron desprendimientos terrestres e inundaciones, como consecuencia de las precipitaciones intensas y sostenidas.

## Historia meteorológica

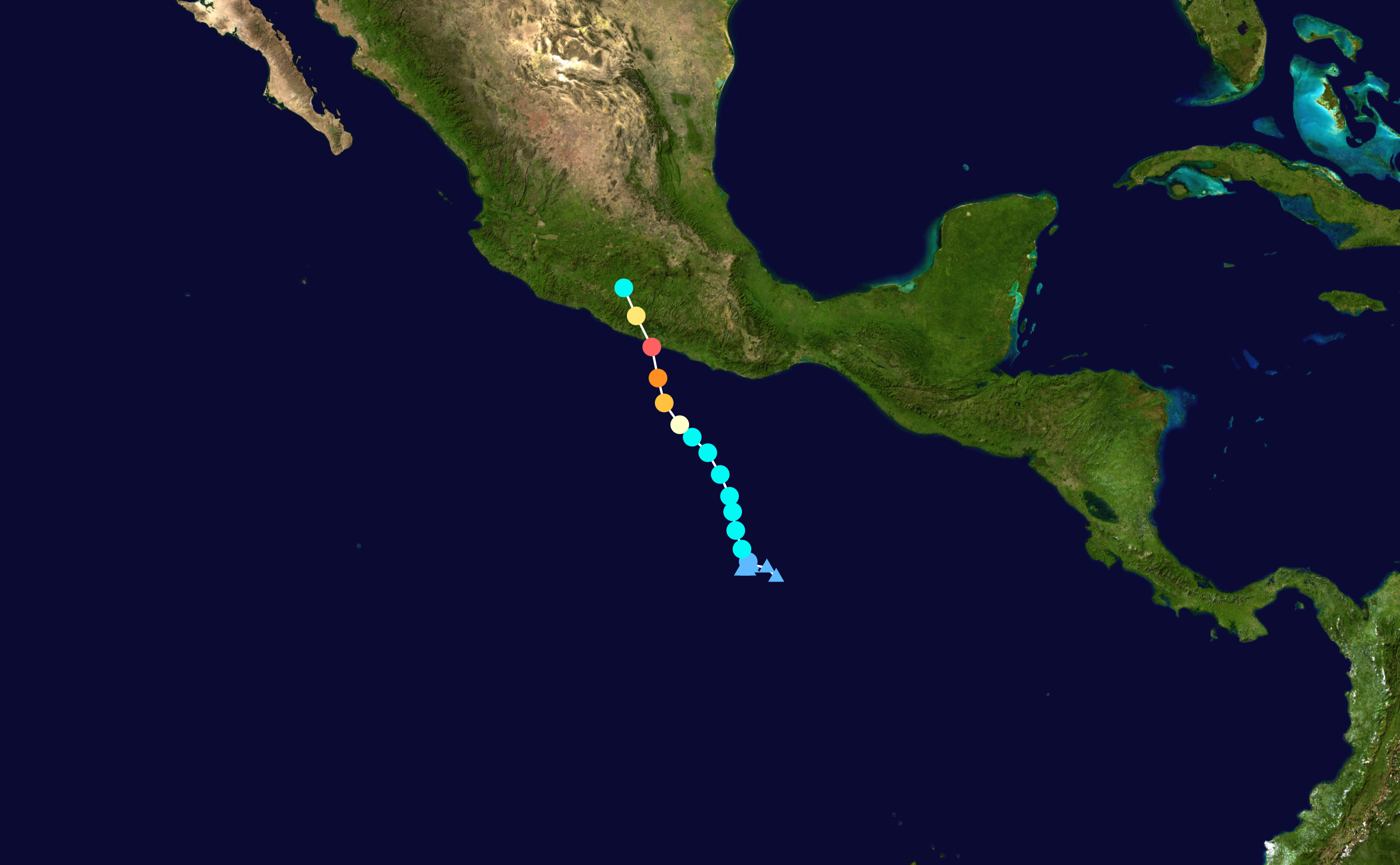
Mapa que traza la trayectoria y la intensidad de la tormenta, de acuerdo con la escala de huracanes de Saffir-Simpson

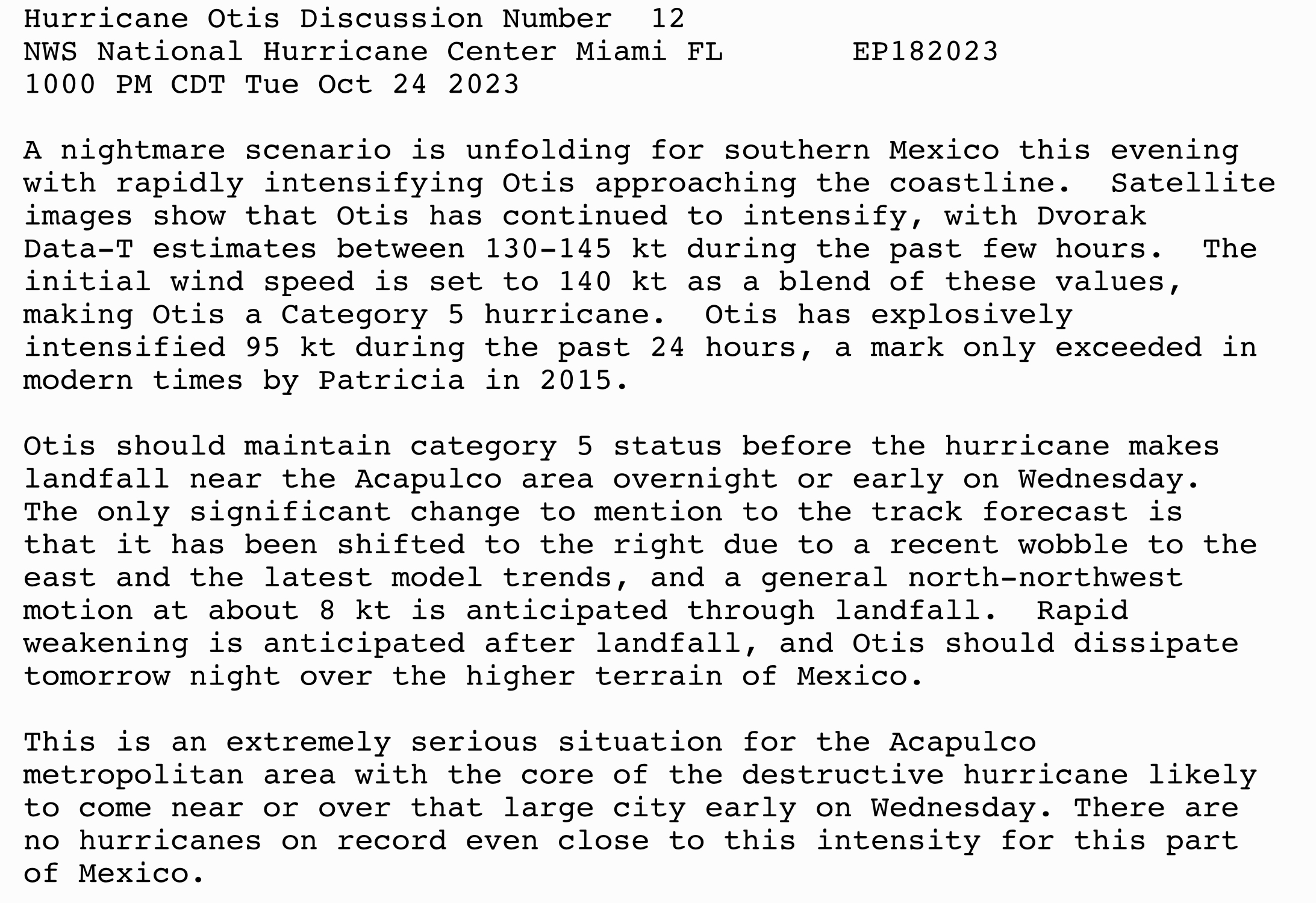
Una deliberación acerca del pronóstico emitido por el Centro Nacional de Huracanes previo a su arribo terrestre, aludió a la acelerada intensificación como "un escenario de pesadilla".

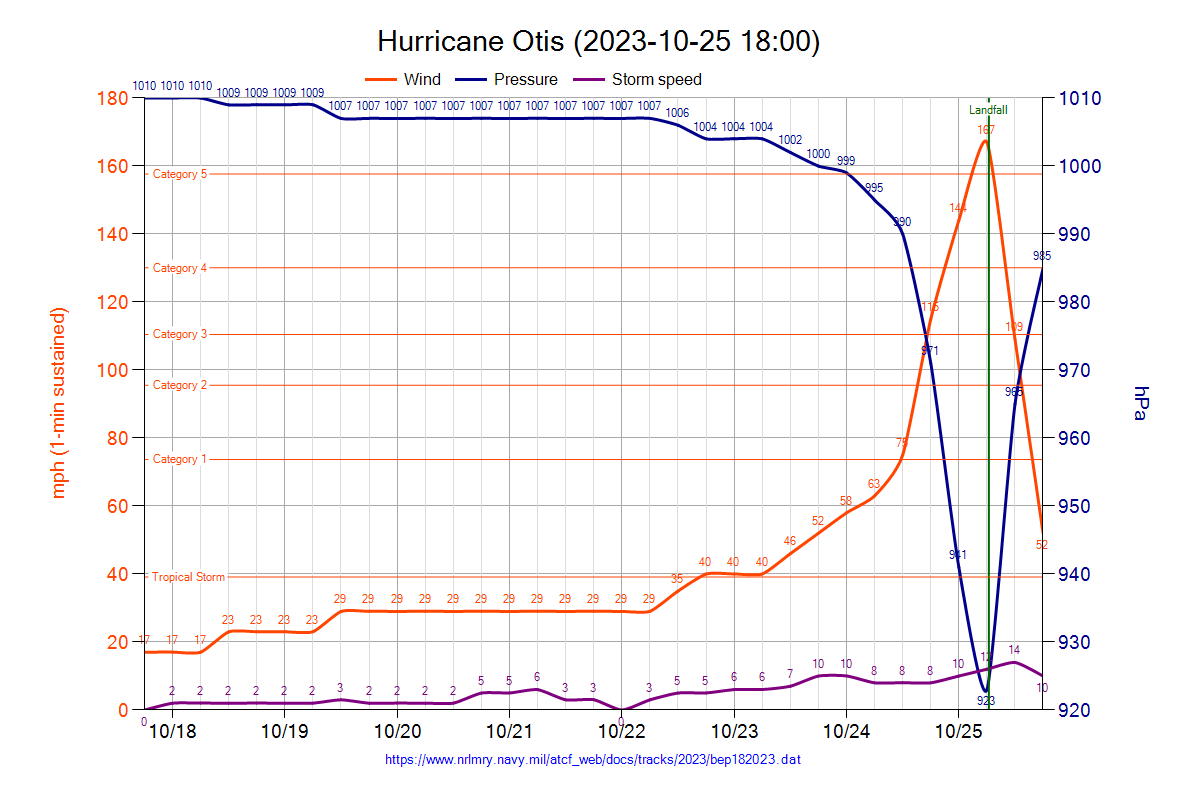

El Centro Nacional de Huracanes de los Estados Unidos (NHC, por sus siglas en inglés) indicó el 15 de octubre de 2023 que se anticipaba la formación de un área de baja presión al sur de Guatemala y El Salvador hacia mediados de esa semana. Posteriormente, el 18 de octubre, se consolidó un extenso sistema de baja presión a considerable distancia al sur del Golfo de Tehuantepec, generando perturbaciones eléctricas desorganizadas. Esta formación incrementó su estructura en los días siguientes, transformándose en una depresión tropical a las 15:00 UTC del 22 de octubre. En ese momento, la depresión manifestaba una intensa actividad convectiva en proximidad a su núcleo claramente delimitado. Seis horas después, evolucionó a tormenta tropical, siendo bautizada como Otis, tras evidenciar una sutil mejora en su estructura. La incipiente tormenta se desplazaba pausadamente hacia el norte, influenciada por un flujo leve entre una vaguada al noroeste y una cresta al noreste. Durante el transcurso de la noche, una convección profunda emergió en el sector noroeste de la circulación, con el núcleo cada vez más inmerso en las cumbres de las nubes más frías. No obstante, esta tendencia convectiva se estabilizó al alba del 23 de octubre a causa de la cizalladura del viento proveniente del este, complicando su evolución y dejando el núcleo parcialmente visible. A las 03:00 UTC del 24 de octubre, registros satelitales de microondas revelaban una estructura anular en el canal de 37 GHz, pese a la apariencia segmentada del sistema. El NHC interpretó estos registros como un posible indicio de una inminente intensificación acelerada. Al amanecer del 24 de octubre, Otis mostraba signos de consolidación con un incremento en la actividad convectiva y la expansión del flujo de cirros. Inició una intensificación vertiginosa, propiciada por la reducción de la cizalladura del viento del sureste y las temperaturas cálidas oceánicas de 84 a 88 °F (29 a 31 °C). En imágenes satelitales visuales, un ojo se hizo evidente, rodeado de convección intensa, y Otis alcanzó la categoría 3 a las 21:00 UTC del 24 de octubre. Esta actualización se fundamentó en mediciones de una misión de cazadores de huracanes de la Unidad de Reserva de la Fuerza Aérea, las cuales evidenciaron que Otis experimentaba una intensificación acelerada, con una caída de presión central de 10 milibares (0,30 inHg) entre mediciones. El NHC continuó monitoreando una progresiva consolidación del huracán en registros satelitales durante el día, sin indicios de que la intensificación decayera. A las 03:00 UTC del 25 de octubre, el NHC categorizó a Otis como huracán de categoría 5. En un lapso de 24 horas, Otis se intensificó desde una tormenta tropical de 50 mph (85 km/h) hasta un huracán de 160 mph (260 km/h), un incremento de 110 mph (175 km/h), siendo superado únicamente por el huracán Patricia en el Pacífico Oriental. A pesar de ello, esta intensificación fue mayormente inesperada: tan solo 24 horas antes de que Otis alcanzara la categoría 5, el NHC había proyectado una intensidad máxima de 70 mph (110 km/h). Tras alcanzar la categoría 5, Otis se robusteció sutilmente, y a las 06:25 UTC del 25 de octubre, impactó cerca de Acapulco con una intensidad máxima de vientos de 165 mph (270 km/h) y una presión central de 923 mb (27,26 inHg), estableciéndose como el primer huracán del Pacífico en impactar con una intensidad de categoría 5, superando a Patricia como el huracán más potente registrado en el Pacífico al tocar tierra.

### Error de predicción
La agudización extrema del fenómeno fue en gran medida inesperada: apenas 24 horas previas a que Otis alcanzase la categoría 5, el NHC anticipó una intensidad máxima de tan solo 70 mph (110 km/h). El rumbo previsto para el ciclón tropical no indicaba que este impactaría en el sur de México; por el contrario, desvió su trayectoria hacia el oeste, manteniéndolo en aguas abiertas. Posteriormente, el rumbo estimado se modificó para indicar que Otis haría contacto con tierra, pero, reiterando, apenas 24 horas antes de que alcanzase la categoría 5, el NHC había previsto una intensidad máxima de 70 mph (110 km/h). A tan solo 16 horas de su impacto, el NHC estimó que Otis llegaría a su apogeo como huracán de categoría 1 con vientos de 90 mph (150 km/h), y que haría contacto entre las 6:00 a. m. y las 6:00 p. m. hora local (12:00 UTC y 00:00 UTC del día subsiguiente) el 25 de octubre; esta proyección no solo minimizó la intensidad del impacto en 75 mph (120 km/h), sino que también auguró que el fenómeno impactaría posteriormente a lo que en realidad sucedió (12:25 a. m. hora local; 06:25 UTC). Los modelos numéricos de predicción climatológica no lograron discernir adecuadamente la magnitud de la agudización fulminante que tuvo lugar, en parte a causa de la insuficiencia de datos (se efectuó únicamente un vuelo de Hurricane Hunters y no existe radar Doppler en la zona de impacto). Algunas simulaciones de modelos no anticiparon el impacto terrestre en lo absoluto.

## Preparativos

Imágenes infrarrojas mejoradas de Otis tocando tierra en las cercanías de Acapulco, Guerrero, el 25 de octubre.

En virtud de la inminente llegada del huracán Otis, las autoridades gubernamentales de Guerrero instauraron 396 albergues con el propósito de resguardar a los ciudadanos afectados por las intensas ráfagas y los estragos originados por las marejadas ciclónicas. 
Videos de medios de comunicación del 24 de octubre consignan a elementos de la Secretaría de Protección Civil del Estado de Guerrero así como el sonido de alarmas en la costa de Acapulco con el fin del desalojo de turistas de las principales playas. La Secretaría de Educación de Guerrero anunció la suspensión de clases el 24 y el 25 de octubre. La Marina Armada de México anunció el cierre de los puertos de Acapulco a la navegación mayor y los de Zihuatanejo, Bahías de Huatulco, Puerto Escondido y Puerto Ángel para la navegación menor.
En un mensaje en su cuenta de X, el presidente Andrés Manuel López Obrador publicó un mensaje a las 8:25 de la noche, tiempo de México, anunciando la entrada de Otis de 4 a 6 de la mañana. "Acepten trasladarse a refugios, mantenerse en lugares seguros: alejados de ríos, arroyos, barrancas y estén alerta, sin confiarse. Nosotros también estamos pendientes", escribió. Asimismo anunció la implementación del Plan-DN-III-E y el Plan Marina de la SEMAR. El Ejército Mexicano desplegó un contingente de 8 000 efectivos para respaldar las labores de auxilio y salvamento. El portal de Enfoque Noticias publicó al medio día del 24 de octubre «los tres órdenes de gobierno están en fase de prevención en coordinación con la SEDENA, la SEMAR y otras instancias para evacuar en su caso o apoyar a quienes lo necesiten. La SEDENA cuenta con 6 755 elementos en todas las regiones de la entidad con unidades y equipo disponible para apoyar a la población, informó el general de división, comandante de la IX región militar, Ricardo Flores González». Se determinó la suspensión de actividades escolares en el estado de Guerrero después de que Otis tocó tierra. Asimismo, se cancelaron los vuelos con destino y origen en Acapulco.

## Impacto
En todo el territorio estatal, se manifestaron más de 500 000 interrupciones eléctricas. Instituciones hospitalarias y establecimientos hoteleros experimentaron adversidades, tales como inundaciones y desplomes de techumbres. Diversos inmuebles padecieron severos deterioros, e incluso algunos colapsaron. Un total de 18 emisoras radiales en Acapulco cesaron sus transmisiones, lo que dio como resultado una interrupción comunicativa en la metrópoli. Un complejo comercial en la mencionada ciudad quedó devastado, y un tramo de una arteria vial hacia la misma quedó intransitable debido a un desprendimiento de tierra. En la mayoría de los establecimientos hoteleros situados en la región portuaria de Acapulco, se observaron perjuicios significativos. Estos daños comprendieron cristales fracturados, cubiertas derrumbadas, balcones y muros desplazados, así como estancias parcial o íntegramente devastadas. Adicionalmente, un aeródromo militar cercano a Acapulco sufrió daños, complicando las operaciones de rescate. Una estación meteorológica de la Oficina Nacional de Administración Oceánica y Atmosférica, ubicada cerca de Acapulco, registró una ráfaga de viento de 135 mph (217 km/h) en el momento en que la pared del ojo del huracán atravesaba la ciudad. A raíz de estos eventos, se habilitaron albergues temporales en Acapulco, Técpan de Galeana y Coyuca de Benítez. Compañías aéreas como Aeroméxico, Volaris y Viva enfrentaron perturbaciones en sus operaciones, suspendiendo servicios en Acapulco y Zihuatanejo. El Aeropuerto Internacional de Acapulco fue clausurado para cualquier tipo de vuelo y resultó inoperable. El 26 de octubre, la titular de la Secretaría de Seguridad y Protección Ciudadana del gobierno federal mexicano, Rosa Icela Rodríguez, informó acerca de 27 fallecimientos a consecuencia del huracán Otis, además de reportar un número de cuatro personas desaparecidas.
El Sistema de Alerta Sísmica Mexicano, entidad encargada de proporcionar alertas sísmicas a diversas urbes del país, sufrió la interrupción en la funcionalidad de 27 dispositivos sensoriales, afectando directamente a las regiones de Guerrero, Oaxaca y Michoacán. Esta situación conllevó que, ante un movimiento telúrico en las áreas cubiertas por dichos sensores, no se lograra transmitir una adecuada señal de alerta sísmica. Las pérdidas económicas estimadas ascendieron a 15 mil millones de dólares, según el análisis de Enki Research, especializada en la evaluación de riesgos por desastres naturales, y superaron los 10 mil millones de dólares de acuerdo con la prestigiosa firma global de reaseguros, Gallagher Re. Es pertinente mencionar que el huracán Wilma ostentaba el título del desastre climatológico con el mayor costo económico en la historia de México, con una cifra de 7 mil 500 millones de dólares.
Michael Brennan, director del Centro Nacional de Huracanes, describió la situación con profunda preocupación, señalando: «Nos encontramos ante un panorama sumamente adverso: una región densamente poblada, una intensificación acelerada a punto de impactar, y una modificación en las previsiones acerca de los efectos que se están manifestando en un lapso que no otorga a la población suficiente margen para reaccionar.»

## Secuelas y consecuencias

### Operaciones de rescate

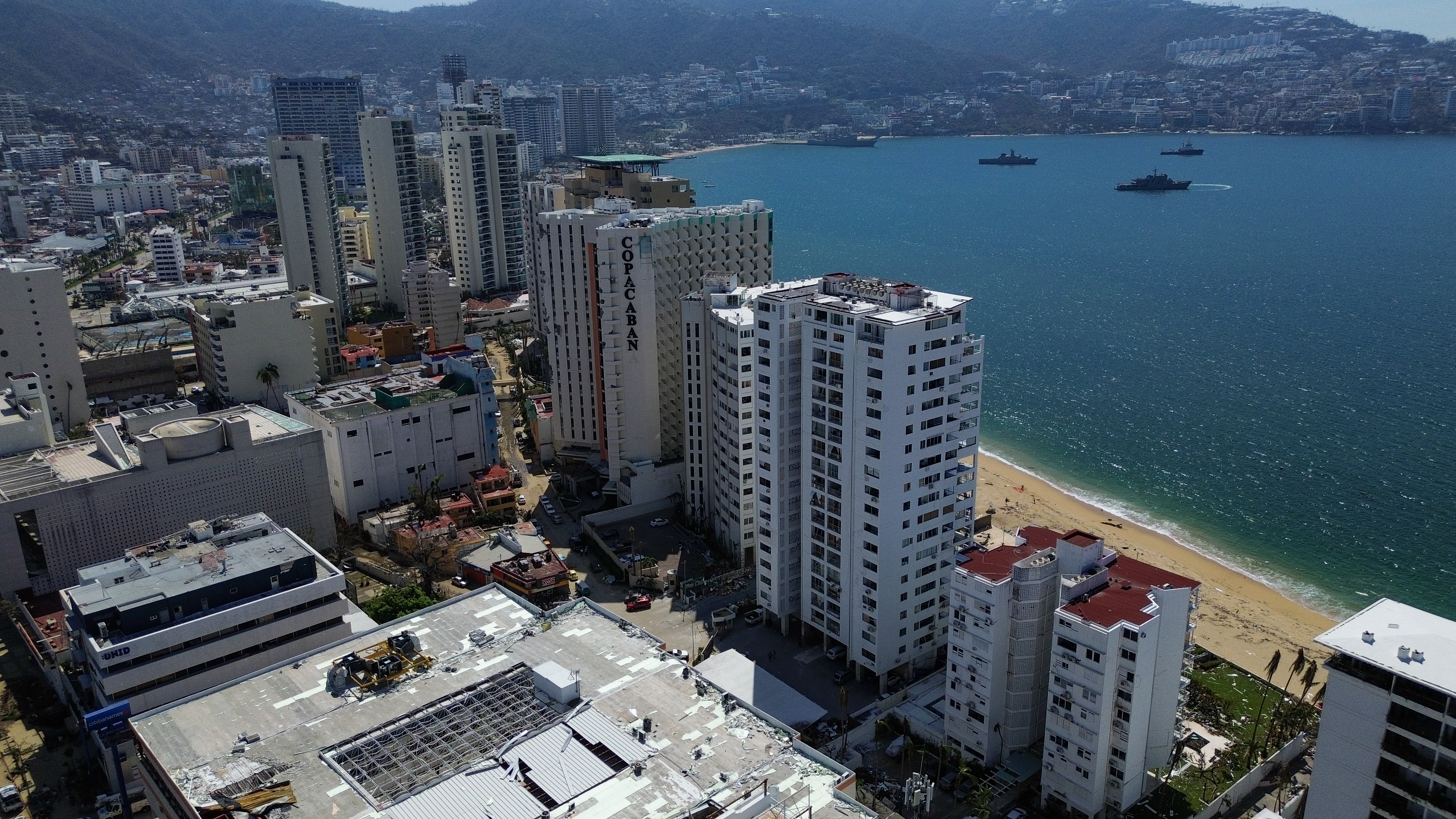
Zona hotelera de la Bahía de Acapulco, se observan edificios y hoteles con importantes daños. Buques de la Secretaría de Marina ejecutan maniobras de rescate de embarcaciones hundidas.

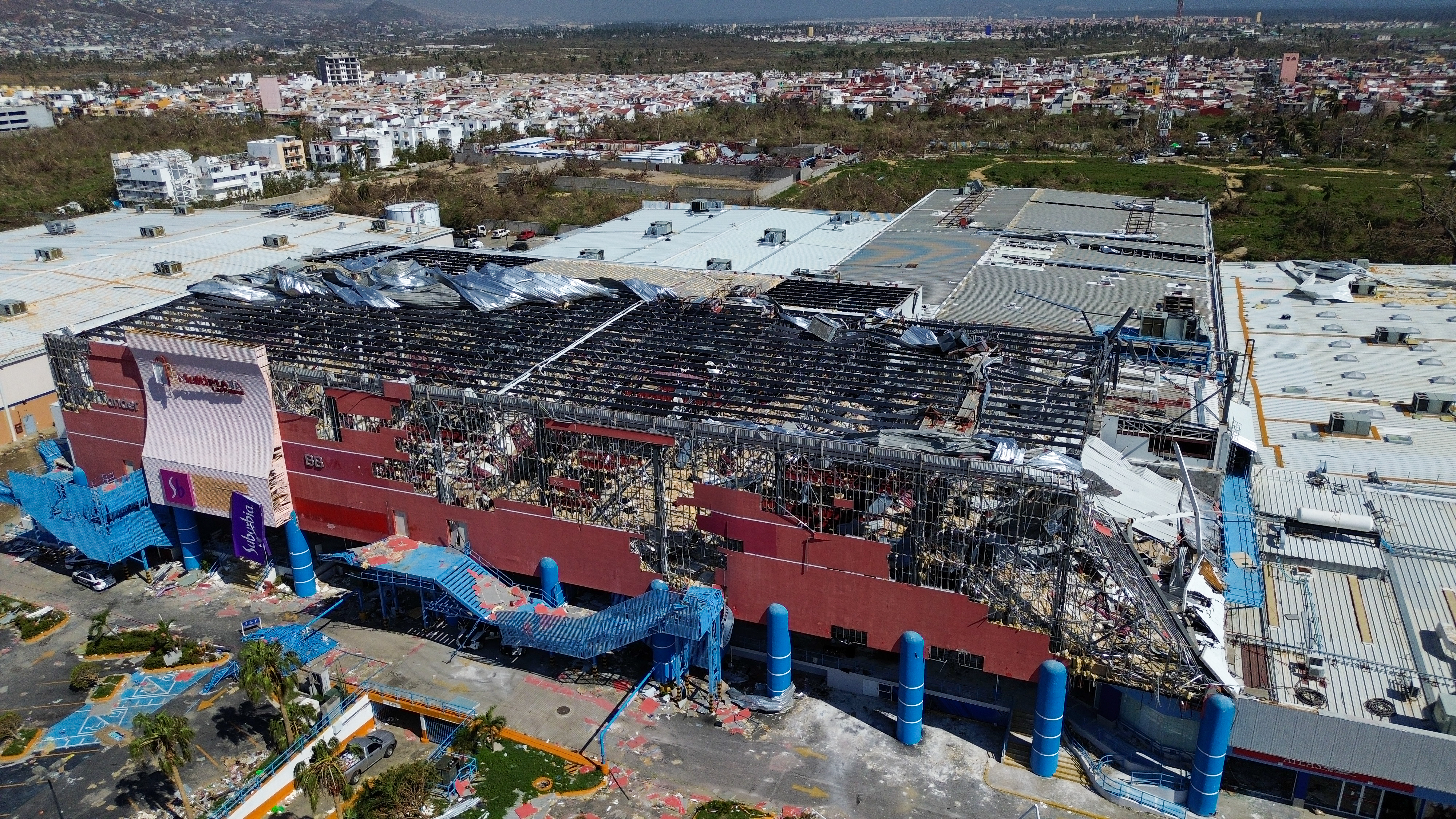
Centro comercial de la zona de Punta Diamante destruido tras el paso de Otis.

Varias horas después de la disipación del huracán Otis, las autoridades emprendieron esfuerzos para acceder a las regiones damnificadas. El día en que Otis arribó a tierra firme, la Secretaría de la Defensa Nacional puso en marcha el plan DN-III-E en su etapa de «Auxilio a la Población Civil» y el Plan GN-A. Se movilizaron 8 mil 391 integrantes para responder a este percance. Se cuestionó la aparente insuficiencia de instrumentos por parte del Ejército Mexicano para remover el lodo y los árboles derribados que obstruían las vías. Asimismo, se documentó la llegada de numerosos vehículos pertenecientes a la Comisión Federal de Electricidad (CFE) a Acapulco; sin embargo, parecían enfrentar desafíos en cuanto a la reanudación del suministro eléctrico, dadas las intensas inundaciones y la acumulación de sedimentos.

### Efectos ambientales
Organizaciones ambientales mexicanos indicaron la relación directa entre el cambio climático y el cambio drástico de intensidad y de trayectoria de Otis y exigieron al gobierno mexicano tomar acciones urgentes. El doctor Bernardo Bastién, especialista en Cambio Climático de la Universidad de California, San Diego, indicó que la crisis climática no provoca más huracanes, pero si los hace más devastadores. De hecho, Otis es el huracán con mayor nivel de humedad que se ha registrado, cuestión que provoca que las lluvias aparejadas al fenómeno sean más torrenciales. En tanto la carencia y destrucción de las barreras naturales de la costa acapulquense como zonas de manglares y de arrecifes de coral con el fin de construir la zona hotelera, hacen que prácticamente el puerto no cuente con defensa alguna que mitigue el paso de tormentas y huracanes.

### Efectos socioeconómicos
Los daños por el huracán Otis destruyeron de manera directa unas 7 000 hectáreas de construcciones públicas y privadas, paralizando la actividad económica del puerto al 100 por ciento. Se estimaron inicialmente los daños por Otis en 15 mil millones de dólares. 

### Saqueos a comercios e inseguridad
En las horas inmediatas al paso de Otis sobrevivientes a la tragedia salieron en busca de agua y comida vaciando los supermercados del área de las cadenas Soriana, Chedraui, Sam's Club, farmacias así como tiendas de conveniencia de la cadena Oxxo. Plazas y centros comerciales como La Isla Acapulco registraron saqueos de productos no básicos como computadoras, pantallas de televisión y artículos de lujo. Igualmente las gasolineras del puerto fueron abiertas y saqueadas ante la carencia de combustible para los vehículos.
Testimonios recogidos por Televisa apuntaron que además de la supervivencia, pobladores de Acapulco usarían objetos saqueados como forma de supervivencia en los días siguientes. La alcaldesa de Acapulco, Abelina López Rodríguez, justificó los hechos como un acto para la supervivencia, «no le llamo robar, le llamo cohesión social, no es lo mismo el que tiene el estómago lleno que el que no lo tiene».
El 28 de octubre la Guardia Nacional recuperó el control de los establecimientos saqueados y asumió la seguridad pública del puerto, sumando 13 000 efectivos que protegieron 78 estaciones de gasolinería, 10 centros comerciales, la central de abastos así como comercios. El 6 de noviembre se reportó la reapertura de los primeros cuatro supermercados con el apoyo de la Guardia Nacional.
Ante el incrementos de robos, saqueos y asaltos nocturnos aprovechando la falta de energía eléctrica, vecinos de distintas zonas del puerto implementaron barricadas y rondas nocturnas con el fin de contener los hechos y proteger su patrimonio usando palos, bates, machetes y piedras.

### Restablecimiento de servicios
Los habitantes de Acapulco permanecieron sin energía eléctrica y sin abastecimiento de agua potable las semanas siguientes al impacto de Otis. La energía eléctrica fue restablecida en un 50% para el 8 de noviembre, labor para la cual la Comisión Federal de Electricidad desplegó un total de 2 900 electricistas, 875 vehículos y un estimado de 7 mil toneladas de materiales para la reparación de las líneas de abasto.
En el caso del agua potable para el 25 de noviembre el gobierno municipal de Acapulco reportó un 50% de restablecimiento del servicio. Para paliar la escasez el gobierno sostuvo un programa de abasto con pipas así como el despliegue de purificadoras móviles de agua del Ejército Mexicano. Antes de la tragedia, el abasto a la población de Acapulco se mantenía en un 70%.

### Plan de reconstrucción para la costa de Guerrero
La Secretaría de Bienestar realizó un padrón inicial de personas damnificadas por Otis los días siguientes al impacto finalizando en un conteo de 250 000 personas con afectaciones directas. El 2 de noviembre de 2023 fue presentado en Palacio Nacional por el presidente Andrés Manuel López Obrador el Plan general de reconstrucción y apoyo a población afectada en Acapulco y Coyuca de Benítez por el huracán Otis. Dentro de dicho plan, el cual sumó un costo de 3 mil 432 millones de dólares provenientes federales, se definieron las siguientes acciones:
- Apoyo a víctimas del huracán así como búsqueda de personas que permanecen desaparecidas
- Adelanto de dos meses del pago de pensiones de los Programas del Bienestar, pensiones que el gobierno otorga a adultos mayores y jóvenes, entre otros.
- Incorporación de 10 mil jóvenes al programa de primer empleo Jóvenes construyendo el futuro
- Aumento del doble de becas a estudiantes de nivel básico sumando 90 mil
- Establecimiento de una prórroga a empresas de la zona del pago de cuotas al IMSS y al ISSSTE así como pago de mensualidades de vivienda del INFONAVIT
- Suspensión del pago de energía eléctrica a febrero de 2024
- Entrega de una canasta básica semanal a 250 000 familias censadas por un lapso de tres meses
- Entrega de apoyos de 8 mil pesos mexicanos para pintura y limpieza de las casas así como de 40 a 60 mil pesos para arreglo de daños
- Entrega de una cama, una estufa, un refrigerador, un ventilador y una vajilla a cada familia damnificada
- Entrega de 25 mil créditos a la palabra para la reactivación de actividades económicas
- Erogación de 10 mil millones de pesos para la infraestructura urbana del puerto
- Suspensión del pago de impuestos como el IVA, el ISR y otros en los municipios afectados.
- Apoyo con 50 millones de dólares a 373 hoteles de la zona

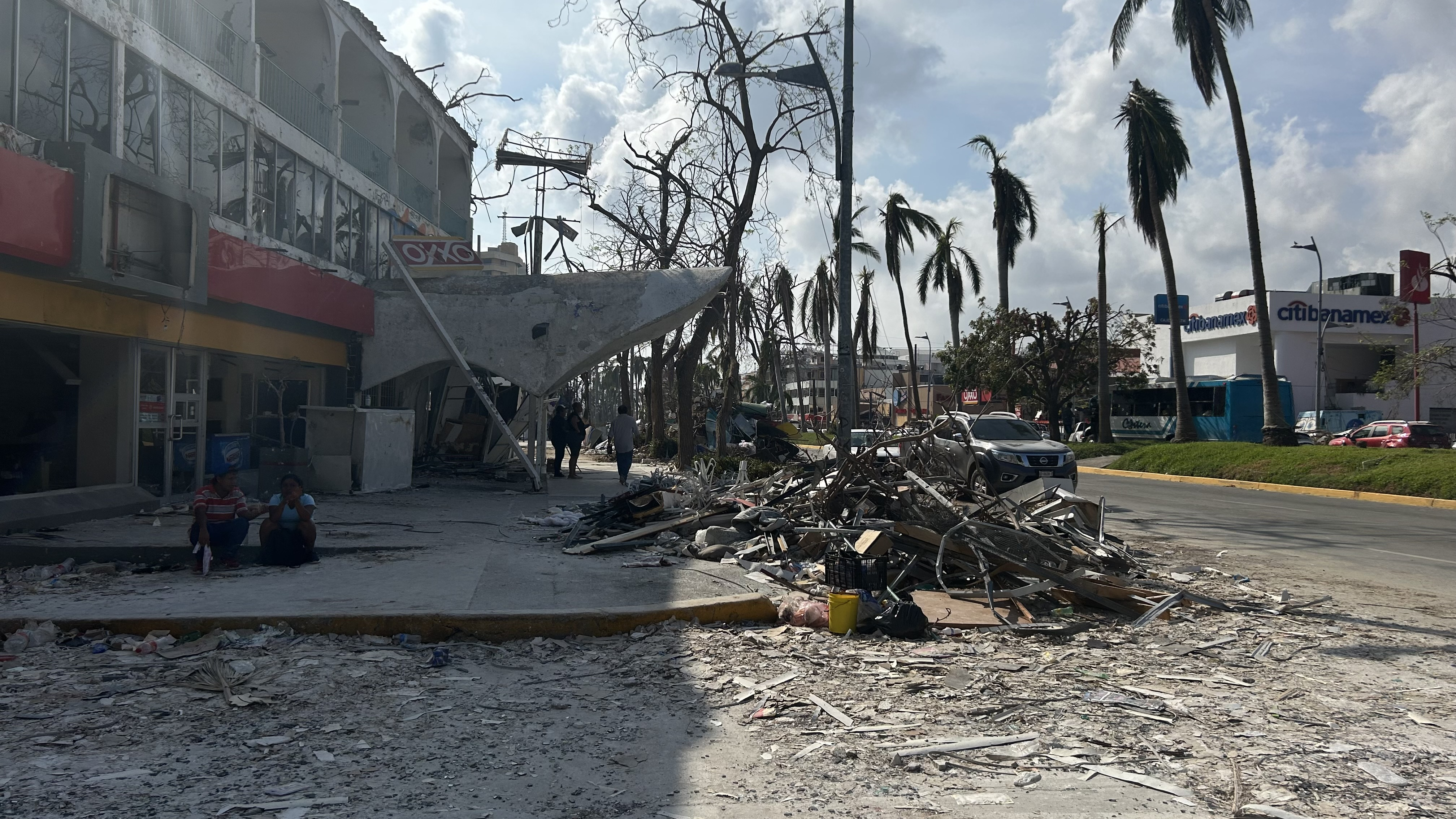
Fotografía de la costera tras el paso de otis

El 9 de noviembre el Gobierno Federal anunció el fin de la declaratoria de emergencia por el huracán, para dar paso al Plan de Reconstrucción de Acapulco. El presidente López Obrador ha visitado la zona de la emergencia en seis ocasiones para supervisar las acciones de reconstrucción en el lapso de un mes.
Empresarios hoteleros estimaron los daños por 2 mil 300 millones de dólares en la infraestructura hotelera, mismo que tomará unos 10 meses en recuperarse completamente.
Retiro de Nombre
En primavera del 2024 durante la sesión XLVI  de la RA VI Hurricane Committee, debido a los graves daños en Acapulco por más de $16 mil mdd, el nombre de Otis ya no se volverá a utilizar de nuevo siendo reemplazado por Otilio para la temporada de huracanes del 2029.
Reportaje alerta de mayor número de muertos
La revista digital Emeequis reveló el 26 de agosto un reportaje en que se pone de manifiesto que fueron muchos más los muertos que los contabilizados por el Gobierno, además del conflicto de cifras en torno al ciclón. El reportaje dividido en tres partes hace alusión en su segunda que los esfuerzos fueron limitados para prevenir la catástrofe, y en una tercera narra las historias de otras víctimas colaterales.